# 36ª Divisione fanteria "Forlì"
La 36ª Divisione fanteria "Forlì" fu una grande unità del Regio Esercito, operativa durante la seconda guerra mondiale. Era in particolare una divisione di fanteria da montagna, che si distingueva dalle analoghe unità di fanteria ordinarie per la trazione del Reggimento di artiglieria divisionale, che risultava composto da due gruppi someggiati e di uno carrellato, invece che di due ippotrainati ed uno someggiato e per l'utilizzo di salmerie invece che del classico carreggio. Con il progredire della guerra e la progressiva motorizzazione di una parte considerevole delle artiglierie divisionali, le divisioni da montagna divennero sostanzialmente indistinguibili dalle normali divisioni di fanteria, e la denominazione specifica andò progressivamente in disuso.

## Ordine di battaglia: 1941
- 43º Reggimento fanteria "Forlì"
- 44º Reggimento fanteria "Forlì"

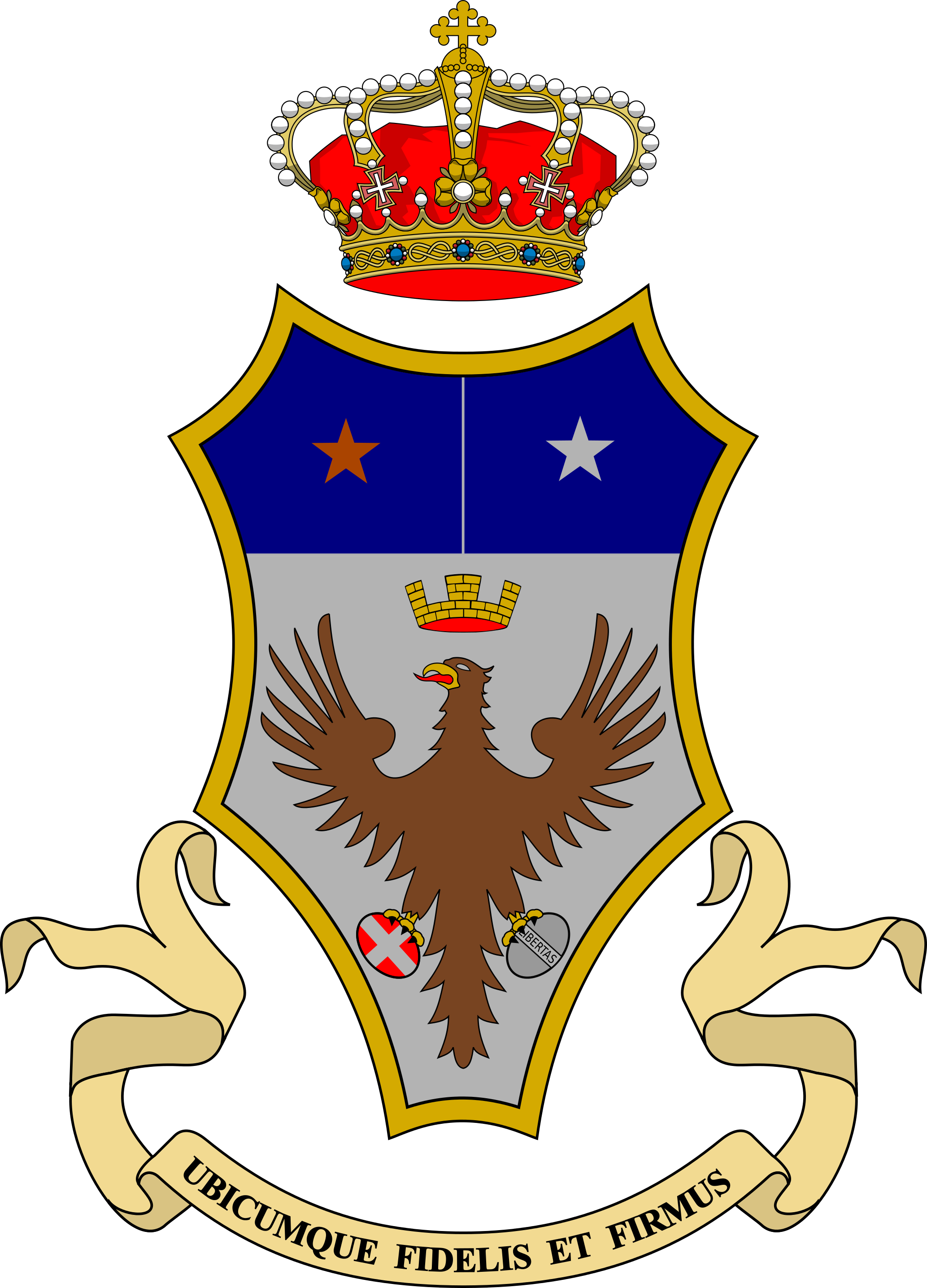
Stemma araldico del 43° Rgt.fanteria "Forlì", 1939

- 112ª Legione CC.NN. motorizzata "Dell'Urbe"
  - CXII Battaglione CC.NN. motorizzato "Roma"
  - CXX Battaglione CC.NN. motorizzato "Roma"
- 36º Reggimento artiglieria "Forlì"
- XXXVI Battaglione mortai da 81
- 36ª Compagnia cannoni controcarri da 47/32
- 66ª Compagnia genio artieri
- 36ª Compagnia mista telegrafisti/marconisti
- 36ª Sezione fotoelettricisti
- 23ª Sezione sanità
- 19ª Sezione panettieri

## Ordine di battaglia: 8 settembre 1943
- - Comando della fanteria divisionale (Gen. B. Guglielmo Morgari dal 1º settembre 1942)
- 43º Reggimento fanteria "Forlì"
- 44º Reggimento fanteria "Forlì"
- 36º Reggimento artiglieria "Forlì"
- XXXVI Battaglione mortai da 81
- 36ª Compagnia cannoni controcarri da 47/32
- 66ª Compagnia genio artieri
- 36ª Compagnia mista telegrafisti/marconisti
- 36ª Sezione fotoelettricisti
- 3ª Sezione mista CC.RR.
- 12ª Sezione mista CC.RR.
- 3º Reggimento "Granatieri di Sardegna"
- XXVI Battaglione mitraglieri di C.d'A.
- CDLXXIX Battaglione costiero
- CDLXXX Battaglione costiero
- XVII Battaglione bersaglieri ciclisti (meno 1 compagnia)/2º Reggimento bersaglieri
- XIV Gruppo artiglieria d'Armata
- XCI Gruppo artiglieria d'Armata
- XXXIII Gruppo artiglieria di C.d'A.

## Comandanti (1939-1943)
- Gen. D. Giulio Perugi
- Gen. D. Giunio Ruggiero
- Col. Cesare Corvino (interim)
- Gen. B. Antonio Franceschini
- Gen. B. Guglielmo Morgari (interim)
- Gen. B. Francesco Antonio Arena

## C.R.O.W.C.A.S.S.
I nomi di quattro appartenenti alla divisione Forlì figurano nell'elenco CROWCASS (Central Registry of War Criminals and Security Suspects) (1947) delle persone ricercate dalla Grecia per crimini di guerra:
(Name) BOTIGLIANI (or MONTIGLIANI);  (C.R. File Number) 300190; (Rank, Occupation, Unit, Place and Date of Crime) Capt. or Lt., "Forlì" Div., CC. Larissa 41-43; (Reason wanted) Murder; (Wanted by) Grc.
CAVANO - 300205 - Capt., Forlì-Div., C.C. Larissa 41-43 - Murder - Grc.
DALESSIO - 300212 - Capt. or Lt., "Forlì" Div., C.C. Larissa 41-43 - Murder - Grc.
UGOLINI Renato - 305396 - Commandant, 42 Rgt. Forli Div., Davlia (Grc.) 5.5.43 - Murder - Grc.